# Adelanto
Adelanto es una ciudad situada en el condado de San Bernardino, California (Estados Unidos). Tiene una población estimada, a mediados de 2021, de 38 118 habitantes.
Está ubicada en el desierto de Mojave.

## Geografía
La ciudad está ubicada en las coordenadas 34°34′51″N 117°26′22″O / 34.58083, -117.43944 (34.580902, -117.439458). Tiene una superficie de 136.96 km², de la cual 136.92 km² corresponden a tierra firme y 0.04 km² a agua..

## Demografía
En el censo de 2000, la población registrada de Adelanto fue de 18 130 habitantes. En el censo de 2010, esa cifra había aumentando hasta llegar a los 31 765 habitantes.
Según el censo de 2020, en ese momento la ciudad tenía 38 046 habitantes. El 22.22% de los habitantes eran blancos, el 19.44% eran afroamericanos, el 2.24% eran amerindios, el 2.76% eran asiáticos, el 0.75% eran isleños del Pacífico, el 38.53% eran de otras razas y el 13.99% eran de una mezcla de razas. Del total de la población, el 63.50% eran hispanos o latinos de cualquier raza.

## Economía
Antes de 1992, gran parte de la economía estaba relacionada con la Base George, de la Fuerza Aérea. Tras su cierre la ciudad empezó a tener dificultades económicas. Las aperturas de varias prisiones en el área comenzaron en 1991 y el Gobierno de la ciudad aprobó la construcción de dos prisiones privadas. Las prisiones no estaban obligadas a contratar personas dentro de los límites de la ciudad de Adelanto.
En 2016 la ciudad recaudaba $160,000 anuales en total de las prisiones dentro de los límites de la ciudad. Matt Tinoco, de la revista Vice, escribió que «las prisiones no han logrado estimular un crecimiento duradero en Adelanto» y que «en última instancia todas terminaron contribuyendo poco a las arcas de la ciudad». Tinoco afirmó además que Adelanto tenía la imagen de ser una gran cárcel.
La ciudad tiene solo unas pocas tiendas minoristas y restaurantes.

### Cannabis
Tras la legalización de la venta y distribución de cannabis en 2016, el cultivo de marihuana se consideró una posible nueva fuente de ingresos para la ciudad. Las empresas deben tener una licencia de la agencia local y del estado para cultivar, testear o vender cannabis. Los gobiernos locales no pueden prohibir que los adultos que cumplen con las leyes estatales cultiven, usen o transporten marihuana para uso personal.
La ciudad decidió permitir múltiples tipos de negocios de marihuana, incluidos el cultivo, la fabricación y las ventas minoristas. En 2019 dos dispensarios de cannabis atendían a usuarios recreativos, mientras el concejo de la ciudad consideraba los cambios propuestos a las leyes de cannabis para generar ingresos adicionales a fin de ayudar a cerrar la brecha presupuestaria de la ciudad. La ciudad es el único municipio de Victor Valley que permite dispensarios de cannabis en las tiendas.